# Start Gdynia
Klub Koszykówki Start Gdynia Spółka Akcyjna – polski klub koszykarski. Od sezonu 2012/13 występuje w Tauron Basket Lidze. Drużyna powstała na bazie dawnych rezerw Mistrza Polski, Asseco Prokomu Gdynia.

## Skład
| Nr | Poz. | Nar.   | Nazwisko i imię      | Data urodzenia | Wzrost | Masa ciała |
| -- | ---- | ------ | -------------------- | -------------- | ------ | ---------- |
| 16 | C/F  | Polska | Andrzejewski, Tomasz | 1979-10-26     | 204 cm | 101 kg     |
| 14 | SG   | Polska | Jankowski, Michał    | 1987-09-15     | 192 cm |            |
| 7  | PG   | Polska | Kowalczyk, Sebastian | 1993-03-25     | 188 cm |            |
| 10 | G    | Polska | Krauze, Aleksander   | 1989-09-22     | 188 cm | 87 kg      |
| 13 | SF   | Polska | Kucharek, Maciej     | 1993-07-20     | 204 cm |            |
| 8  | G/F  | Polska | Malczyk, Marcin      | 1982-04-20     | 193 cm | 98 kg      |
| 12 | F    | Polska | Mokros, Jarosław     | 1990-01-21     | 200 cm |            |
| 11 | G    | Polska | Mordzak, Grzegorz    | 1977-01-09     | 182 cm | 86 kg      |
| 4  | PF   | Polska | Pełka, Patryk        | 1989-06-07     | 202 cm |            |
| 15 | G/F  | Polska | Pietkiewicz, Jakub   | 1994-12-26     | 195 cm |            |
| 9  | C    | Izrael | Rothbart, Robert     | 1986-06-16     | 217 cm | 107 kg     |
| 18 | C/F  | Polska | Wojdyła, Tomasz      | 1977-06-17     | 200 cm |            |

Trener:  David Dedek
 Asystenci: Artur Gronek